# Kaunis Iron

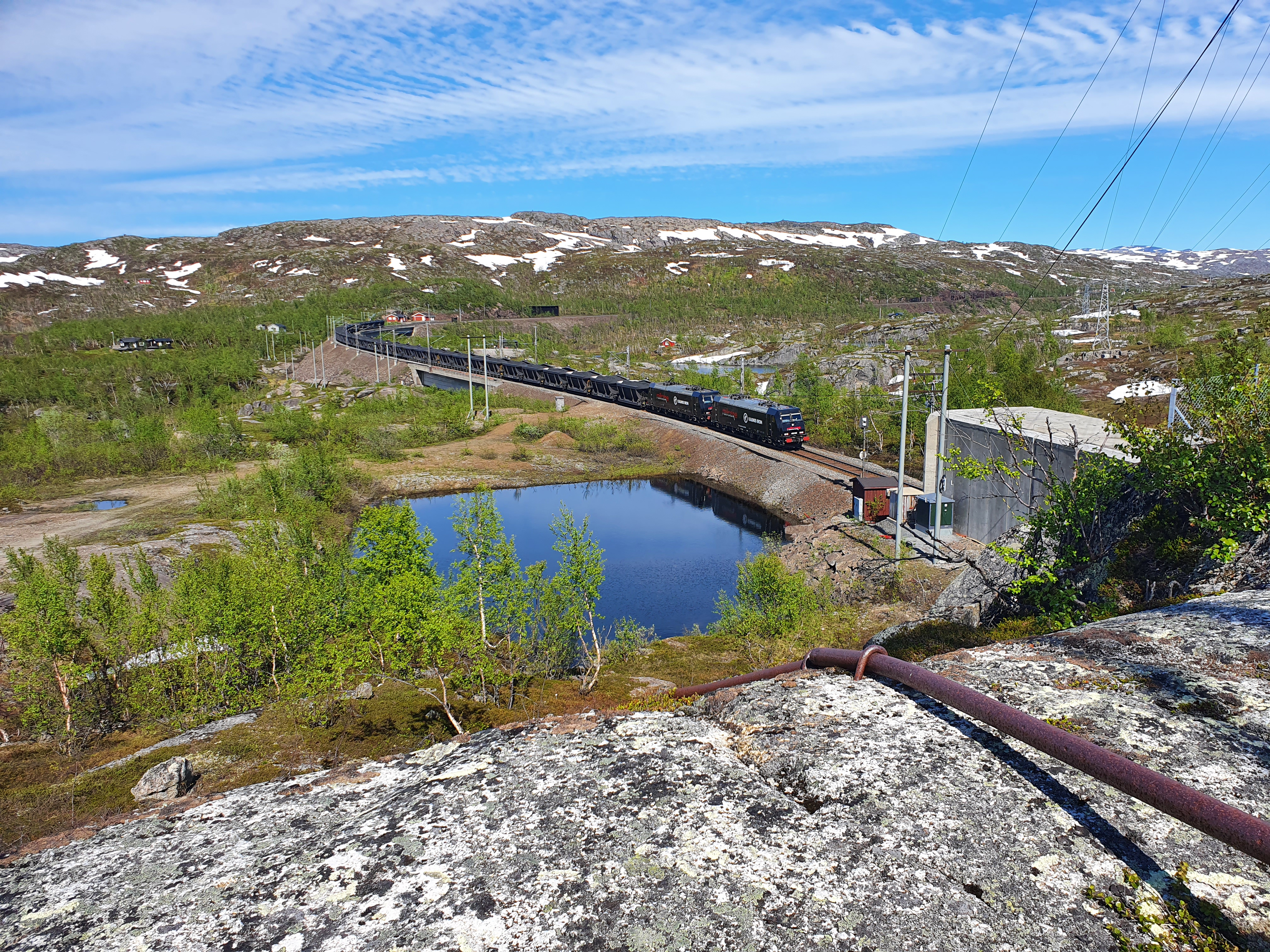
Kaunis Irons malmtåg mot Narvik vid Søsterbekk i Norge

Kaunis Iron AB är ett svenskt gruvföretag, som driver en järnmalmsgruva i Tapulivuoma, nära Kaunisvaara i Pajala kommun.

## Historik
Det kanadensiska gruvföretaget Northland Resources öppnade 2012 ett dagbrott i Tapulivuoma för att bryta järnmalm. Malmen transporterades som koncentrat med lastbil omkring 140 kilometer till en omlastningsstationen Pitkäjärvi på Svappavaarabanan och därifrån med järnväg till exporthamnen Narvik. Den första malmtransporten skedde i december 2012. Malmbrytningen avbröts i oktober 2014 efter det att företaget hamnat i ekonomisk kris.
Kaunis Iron AB övertog verksamheten av Northland Resources konkursförvaltare 2017. Kapital för nystart, omkring 540 miljoner kronor, togs in av ett 80-tal svenska intressenter, bland andra Mats Paulsson, Erik Selin, Dan Olofsson, Harald Mix, Staffan Persson och Peter Thelin. I november 2017 fattades beslut om att återuppta gruvdriften.
Gruvbolaget fick hösten 2022 tillstånd av mark- och miljödomstolen i Umeå att fortsätta bedriva sin verksamhet i gruvan i Kaunisvaara och också att öppna två nya dagbrott. Tillståndet gäller i 35 år och omfattar brytning av maximalt 10 miljoner ton järnmalm per år, motsvarande cirka 4 miljoner ton järnslig.

## Drift
År 2017 beräknade företagsledningen att gruvan skulle ge omkring 300-350 arbetstillfällen, varav flertalet hos entreprenörer för gruvbolaget.
Kaunis Iron återupptog i juli 2018 kontinuerlig malmbrytning med målet att producera två miljoner ton malmkoncentrat per år.
25 juni 2018 ansökte Naturvårdsverket hos miljödomstolen i Umeå om att Kaunis Irons miljötillstånd delvis skulle återkallas. Tvisten om miljötillståndet ligger (2019-01-21) hos Mark- och Miljödomstolen.
Bolaget återupptog gruvdriften 12 juli samma år och den 30 juli 2018 skedde den första lastbilstransporten av malm från Kaunisvaara mot järnvägen i Pitkäjärvi. Lastbilstransporterna skedde dygnet runt, inledningsvis med 25 stycken ekipage som vägde 90 ton och därför framfördes med dispens. Varje lastbil körde i genomsnitt drygt 36 000 mil per år. Under första halvåret var dessa ekipage inblandade i två olyckor med dödlig utgång, vilket ledde till kritik mot att vägnätet inte är avpassat för den omfattande trafiken.